# Gabrielle Rose (színművész)
Gabrielle Rose (Kamloops, 1954. szeptember 7. –) kanadai film- és színpadi színésznő.

## Fiatalkora
1954. szeptember 7-én született a brit columbiai Kamloopsban. Nagyapja, L. Arthur Rose drámaíró, producer és előadóművész volt. Édesapja, Ian Rose gyerekszínész volt, mielőtt orvos lett.

## Pályafutása
Pályafutása Nagy-Britanniában indult, ahol a Bristol Old Vic Színiiskolában tanult, majd csatlakozott a Bristol Old Vic színházhoz. Ezt követően egy évtizeden át dolgozott színházakban az Egyesült Királyságban, mielőtt visszatért Kanadába.
Pályafutása során számos Genie-díjra és Gemini-díjra jelölték. Több filmben is együtt dolgozott Atom Egoyan rendezővel, köztük Az igazság fogságában, az Eljövendő szép napok, a Szöveges szerepek, a Családi mozi és A kárbecslő című alkotásokban. Emellett Bruce Sweeney Excited című filmjében nyújtott alakításáért elnyerte a Leo-díjat a legjobb női mellékszereplőnek járó kategóriában egész estés drámában.
További szereplései közé tartoznak A király nevében, az Az öt érzék, a Halálos ügyletek és a Sisters & Brothers című filmek, valamint visszatérő szerepeket játszott olyan tévésorozatokban, mint a Rising Damp, a Sötét angyal, a Robson Arms, Robson Arms és a Egyszer volt, hol nem volt. Legutóbb Hilary Swankkal szerepelt együtt A távolban című Netflixes sorozatban.
2016-ban Rose megkapta a Vancouver Film Critics Circle Ian Caddell-díját a brit filmiparhoz való jelentős hozzájárulásáért.

## Magánélete
Házasságban él Hrothgar Mathews színésszel, akitől két fia született.

## Filmográfia

### Film
| Év   | Magyar cím                  | Eredeti cím                                   | Szerep                | Magyar hang        |
| ---- | --------------------------- | --------------------------------------------- | --------------------- | ------------------ |
| 1985 | Natty Gann utazása          | The Journey of Natty Gann                     | gyakorlatfelügyelő    |                    |
| 1987 | A mostohaapa                | The Stepfather                                | Dorothy Rinehard      |                    |
| 1988 | Családi mozi                | Family Viewing                                | Sandra                |                    |
| 1989 | Szöveges szerepek           | Speaking Parts                                | Clara                 |                    |
| 1991 |                             | Lighthouse                                    | Connie                |                    |
| 1991 | A kárbecslő                 | The Adjuster                                  | Mimi                  | Prókai Annamária   |
| 1992 |                             | The Portrait                                  | Lillian Severn        |                    |
| 1993 | Kanada                      | Kanada                                        | Bobbie                |                    |
| 1994 |                             | Valentine's Day                               | Alex                  |                    |
| 1994 | Időzsaru                    | Timecop                                       | Marshall bíró         | Bessenyei Emma     |
| 1994 | Vár az ágyam                | Sleeping with Strangers                       | Claire                |                    |
| 1997 | Eljövendő szép napok        | The Sweet Hereafter                           | Dolores Driscoll      | Ráckevei Anna      |
| 1998 |                             | The Sleep Room                                | Stephens nővér        |                    |
| 1999 | Az öt érzék                 | The Five Senses                               | Ruth Seraph           |                    |
| 1999 | Kettős kockázat             | Double Jeopardy                               | Georgia               |                    |
| 2002 |                             | The Rhino Brothers                            | Ellen Kanachowski     |                    |
| 2003 | A parkolás művészete        | The Delicate Art of Parking                   | Ida Thomas            |                    |
| 2005 | Az igazság fogságában       | Where the Truth Lies                          | kiadóvezető           |                    |
| 2005 |                             | Missing in America                            | Cyd                   |                    |
| 2005 | Tizennyolc                  | Eighteen                                      | Wendy                 |                    |
| 2006 | Nővérek                     | Sisters                                       | Dr. Mercedes Kent     |                    |
| 2006 | Kettőt találhatsz           | Catch and Release                             | Mrs. Wheeler          |                    |
| 2007 | A király nevében            | In the Name of the King: A Dungeon Siege Tale | Delinda               |                    |
| 2007 | Sötét titkok                | Beneath                                       | Mrs. Locke            |                    |
| 2007 |                             | Normal                                        | Connie                |                    |
| 2008 | Halálos ügyletek            | On the Other Hand, Death                      | Edith                 |                    |
| 2008 | Az elveszett fiúk: A törzs  | Lost Boys: The Tribe                          | Jillian néni          | Menszátor Magdolna |
| 2008 |                             | Mothers & Daughters                           | Brenda                |                    |
| 2008 | Karácsonyi fények           | Christmas Cottage                             | Evelyn                |                    |
| 2009 |                             | Courage                                       | Hannah                |                    |
| 2009 |                             | Grace                                         | Vivian Matheson       |                    |
| 2009 |                             | What Goes Up                                  | Mrs. Bridigan         |                    |
| 2009 | Ördög bújt beléd            | Jennifer's Body                               | Colin anyukája        | Bessenyei Emma     |
| 2009 |                             | Hungry Hills                                  | Matilda néni          |                    |
| 2009 |                             | Excited                                       | Claire                |                    |
| 2010 |                             | Amazon Falls                                  | Margaret              |                    |
| 2010 | Végtelen nap                | Repeaters                                     | Peg Halsted           |                    |
| 2010 |                             | Fathers & Sons                                | Anya                  |                    |
| 2011 |                             | Everything and Everyone                       | Rose                  |                    |
| 2011 |                             | Sisters & Brothers                            | Marion                |                    |
| 2011 | Vad évad                    | The Big Year                                  | Mary Swit             |                    |
| 2012 |                             | Crimes of Mike Recket                         | Leslie Klemper        |                    |
| 2012 | A hallgatás szabálya        | The Company You Keep                          | Marianne Osborne      |                    |
| 2013 |                             | The Ferret Squad                              | Olivia / Belva        |                    |
| 2013 |                             | Cinemanovels                                  | Sophie                |                    |
| 2013 |                             | The Dick Knost Show                           | Kelly                 |                    |
| 2014 | Hector a boldogság nyomában | Hector and the Search for Happiness           | Francia tulajdonosnő  |                    |
| 2014 | Ketten egyért               | Two 4 One                                     | Franny                |                    |
| 2014 | Ha maradnék                 | If I Stay                                     | Gran                  | Némedi Mari        |
| 2015 |                             | The Devout                                    | Ava                   |                    |
| 2015 |                             | The Birdwatcher                               | Birdy Eastman         |                    |
| 2016 | A barátságos óriás          | The BFG                                       | szakács               |                    |
| 2016 | Maudie                      | Maudie                                        | Ida néni              | Bókai Mária        |
| 2017 | Egy kutya négy élete        | A Dog's Purpose                               | Fran nagymama         | Zsurzs Kati        |
| 2018 |                             | Kingsway                                      | Marion Horvat         |                    |
| 2023 |                             | She Talks to Strangers                        | Staci                 |                    |
| 2025 | Végső állomás: Vérvonalak   | Final Destination Bloodlines                  | idősebb Iris Campbell | Kubik Anna         |

Rövidfilmek
- Collateral Damage (1993)
- Off Key (1995) – Agnes
- Altarpiece (1998) – nővér
- Shrink (1998) – Dr. D'Ambrosia
- A Feeling Called Glory (2000) – Joyce
- Lift (2000) – kiváncsiskodó
- Legs Apart (2000) – nővér
- The Waiting Room (2001) – Szép nővér
- Speak (2001) – Anya
- Go-Go Boy (Prelude) (2002) – Mrs. Fitz
- Beauty Shot (2002) – Beth Thompson
- Casanova at Fifty (2003) – Candace
- Joannie Learns to Cook (2007) – Helen
- Alyssa (2010) – Anya
- Exposed (2010) – Nő
- The Provider (2011) – Mrs. Applebee
- Omg (2012) – Nagymama

### Televízió
| Év         | Magyar cím                            | Eredeti cím                                          | Szerep                        | Megjegyzés                                                                     |
| ---------- | ------------------------------------- | ---------------------------------------------------- | ----------------------------- | ------------------------------------------------------------------------------ |
| 1975       |                                       | Rising Damp                                          | Brenda                        | visszatérő szerep (4 epizód) Gay Rose néven                                    |
| 1976       |                                       | Machinegunner                                        | Jan                           | tévéfilm                                                                       |
| 1984       | Egy házasember titkai                 | Secrets of a Married Man                             | asszisztens                   | tévéfilm                                                                       |
| 1985       |                                       | Blackout                                             | Victim barátja                | tévéfilm                                                                       |
| 1985       |                                       | Love, Mary                                           | Julie Trenton                 | tévéfilm                                                                       |
| 1987       |                                       | Street Legal                                         | Jayne Reynolds                | 1 epizód                                                                       |
| 1989       |                                       | The Private Capital                                  |                               | tévéfilm                                                                       |
| 1989       |                                       | Love and Hate: The Story of Colin and JoAnn Thatcher | June Graham                   | tévéfilm                                                                       |
| 1990, 1992 |                                       | Neon Rider                                           | Mrs. Carol Rudkin, Jesse anya | 2 epizód                                                                       |
| 1991       |                                       | Northwood                                            | Jason anyja                   | tévésorozat                                                                    |
| 1992       | Az utca törvénye                      | Street Justice                                       | Mrs. Frank                    | 1 epizód                                                                       |
| 1992       | Devlin, a trükkös zsaru               | Devlin                                               | Anne Elizabeth nővér          | tévéfilm                                                                       |
| 1992, 1993 | Mókás hekus                           | The Commish                                          | Dr. McNeeley, Linda Stone     | 2 epizód                                                                       |
| 1993       |                                       | Dieppe                                               | Anne                          | tévéfilm                                                                       |
| 1993       |                                       | Other Women's Children                               | Dodie                         | tévéfilm                                                                       |
| 1993, 1994 | X-akták                               | The X-Files                                          | Anita Budahas Dr. Zenzola     | - 2 epizód - magyar hangja: - Farkas Zsuzsa (Anita) - Kocsis Mariann (Zenzola) |
| 1994       | Ne bízz senkiben!                     | While Justice Sleeps                                 | Sarah Berger                  | tévéfilm                                                                       |
| 1994–95    |                                       | Madison                                              | Mrs. Winslow                  | 2 epizód                                                                       |
| 1995       | Sliders                               | Sliders                                              | Christina Fox-Arturo          | - 1 epizód - magyar hangja: - Vennes Emmy                                      |
| 1995       |                                       | Lonesome Dove: The Outlaw Years                      | Hester Tarbell                | 1 epizód                                                                       |
| 1996       |                                       | My Mother's Ghost                                    | Jeannie Locke                 | tévéfilm                                                                       |
| 1996       |                                       | Home Song                                            | Joan                          | tévéfilm                                                                       |
| 1996       | Poltergeist – A kopogó szellem        | Poltergeist: The Legacy                              | Esther                        | 1 epizód                                                                       |
| 1997       | Sentinel – Az őrszem                  | The Sentinel                                         | Emily Watson                  | 1 epizód                                                                       |
| 1997       |                                       | Jake and the Kid                                     | Violet Bowdery                | mellékszereplő (11 epizód)                                                     |
| 1998, 2004 | Halott ügyek                          | Cold Squad                                           | Beverly Abbot, Esther Stokes  | 2 epizód                                                                       |
| 1998, 1999 | Millennium                            | Millennium                                           | Sally, Üdvözlő hölgy          | 2 epizód                                                                       |
| 1999       |                                       | Win, Again!                                          | Lois Morrissey                | tévéfilm                                                                       |
| 1999       | Az igazság fogságában                 | Milgaard                                             | Joyce Milgaard                | tévéfilm                                                                       |
| 2000       | Rejtélyek kalandorai                  | Mysterious Ways                                      | Mrs. Craven                   | 1 epizód                                                                       |
| 2001       | Lángoló csapda                        | Trapped                                              | Mary Maculwain                | tévéfilm                                                                       |
| 2001       | Smallville                            | Smallville                                           | Mrs. Arkin                    | 1 epizód                                                                       |
| 2002       |                                       | Tom Stone                                            | Lenore MacDonald              | 1 epizód                                                                       |
| 2002       | Sötét angyal                          | Dark Angel                                           | Moorehead                     | visszatérő szerep (5 epizód)                                                   |
| 2002       |                                       | Just Cause                                           |                               | 1 epizód                                                                       |
| 2002       | Harmadik típusú emberrablások         | Taken                                                | Dr. Harriet Penzler           | televíziós minisorozat                                                         |
| 2003       |                                       | The Atwood Stories                                   | Cappie                        | 1 epizód                                                                       |
| 2003       | Vadnyugati bűnvadászok                | Peacemakers                                          | Kathryn Wentworth             | 1 epizód                                                                       |
| 2003       | Apámért                               | Mob Princess                                         | Barb                          | tévéfilm                                                                       |
| 2005       | M, mint muskétás                      | Young Blades                                         | Anya                          | 1 epizód                                                                       |
| 2005       | Halálos csend                         | Hush                                                 | Dell Carter                   | tévéfilm                                                                       |
| 2005       | Holtsáv                               | The Dead Zone                                        | Mrs. Stampwell                | 1 epizód                                                                       |
| 2005–2008  |                                       | Robson Arms                                          | Toni Mastroianni-Tan          | mellékszereplő (19 epizód)                                                     |
| 2006       | Auguszta lázadása                     | Augusta, Gone                                        | Rose                          | 1 epizód                                                                       |
| 2006       |                                       | Three Moons Over Milford                             | Colleen McIntyre              | 1 epizód                                                                       |
| 2006       |                                       | Alice, I Think                                       | Gayle                         | 1 epizód                                                                       |
| 2007       | Csillagközi romboló                   | Battlestar Galactica                                 | Mrs. King                     | 1 epizód                                                                       |
| 2007       | Az első gyémántrablás                 | Cleaverville                                         | Kay                           | tévéfilm                                                                       |
| 2007       | Eureka                                | Eureka                                               | Carol Taylor                  | 1 epizód                                                                       |
| 2007–08    | L                                     | The L Word                                           | Carol                         | 2 epizód                                                                       |
| 2008       | Csillagkapu: Az igazság ládája        | Stargate: The Ark of Truth                           | Alterán nő 2                  | tévéfilm                                                                       |
| 2008       | Eureka                                | Eureka                                               | Carol Taylor                  | 1 epizód                                                                       |
| 2008       | Sanctuary – Génrejtek                 | Sanctuary                                            | Ruth Meyers                   | 1 epizód                                                                       |
| 2010       | Vaskos hazugságok                     | Lying to Be Perfect                                  | Charlotte                     | tévéfilm                                                                       |
| 2010       | Psych – Dilis detektívek              | Psych                                                | Ruth Blake                    | 1 epizód                                                                       |
| 2010       | Jó zsaru – rossz zsaru                | Shattered                                            | Dr. Lynn Tanninger Mrs. Bacic | 1 epizód                                                                       |
| 2010, 2012 | A rejtély                             | Fringe                                               | Dr. Anderson                  | 2 epizód                                                                       |
| 2010, 2012 |                                       | R.L. Stine's The Haunting Hour                       | babakészítő                   | 2 epizód                                                                       |
| 2011       |                                       | Goodnight for Justice                                | Rebecca Shaw                  | tévéfilm                                                                       |
| 2011       |                                       | He Loves Me                                          | Dr. Browning                  | tévéfilm                                                                       |
| 2011       | A legjobb játékos                     | Best Player                                          | Mrs. Johnson                  | tévéfilm                                                                       |
| 2011       | Végjáték                              | Endgame                                              | Linda                         | 1 epizód                                                                       |
| 2011–17    | Egyszer volt, hol nem volt            | Once Upon a Time                                     | Ruth                          | - 4 epizód - magyar hangja: - Zsurzs Kati - Bókai Mária                        |
| 2012       | Csak karácsonyt ne                    | Anything But Christmas                               | Agnes Brooking                | tévéfilm                                                                       |
| 2013       |                                       | Fatal Performance                                    | Mrs. Hatcher                  | tévéfilm                                                                       |
| 2013       | Bűnös utakon                          | Rogue                                                | Sarah                         | 1 epizód                                                                       |
| 2013       |                                       | Let It Snow                                          | Karla Lewis                   | tévéfilm                                                                       |
| 2014       |                                       | Continuum                                            | Samantha                      | 1 epizód                                                                       |
| 2014       |                                       | Wedding Planner Mystery                              | Clara Parry                   | tévéfilm                                                                       |
| 2019       |                                       | Unspeakable                                          | Betsy                         | mellékszereplő (3 epizód)                                                      |
| 2019       | Te, én meg ő                          | You Me Her                                           | Mrs Trakarsky                 | mellékszereplő (3 epizód)                                                      |
| 2019       |                                       | See                                                  | Lady An                       | 1 epizód                                                                       |
| 2020       | A távolban                            | Away                                                 | Darlene Cole                  | visszatérő szerep (7 epizód)                                                   |
| 2020       |                                       | The Stand                                            | Farris bíró                   | visszatérő szerep (3 epizód)                                                   |
| 2021       | Heartland                             | Heartland                                            | Gladys Adderly                | 1 epizód                                                                       |
| 2023       | Firefly Lane – Szentjánosbogár lányok | Firefly Lane                                         | Élet végi terapeuta           | 1 epizód                                                                       |
| 2023       | Éjjeli ügynök                         | The Night Agent                                      | Lorna                         | 1 epizód                                                                       |
| 2023–      |                                       | Virgin River                                         | Amelia Sheridan               | mellékszereplő                                                                 |